# Orchesia piceofasciata
Orchesia piceofasciata es una especie de coleóptero de la familia Tetratomidae.

## Distribución geográfica
Habita en Argentina.